# قائمة أعضاء المدة النيابية الأولى لمجلس نواب الشعب التونسي
تحتوي هذه المقالة على قائمة أعضاء المدة النيابية الأولى في مجلس نواب الشعب التونسي والبالغ عددهم 217 نائبا موزعين حسب الدوائر الانتخابية.

## المكتب

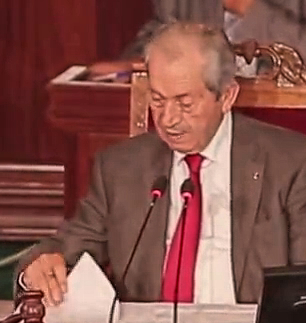
محمد الناصر الرئيس نداء تونس
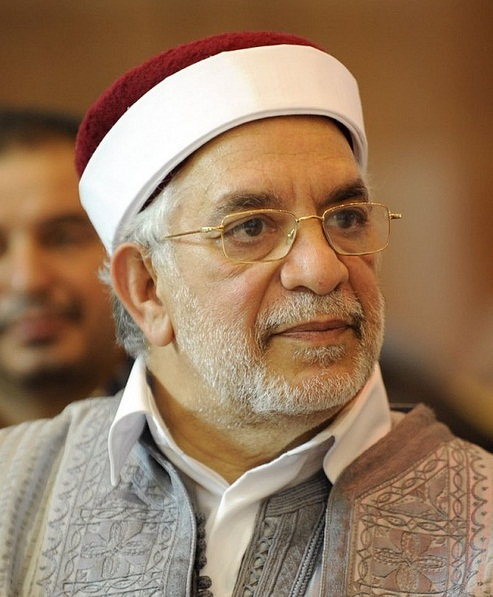
عبد الفتاح مورو النائب الأول حركة النهضة
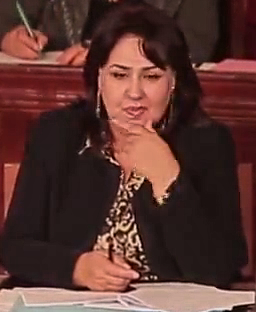
فوزية بن فضة الشعار النائبة الثانية الاتحاد الوطني الحر

## الأعضاء

### عند بداية المجلس

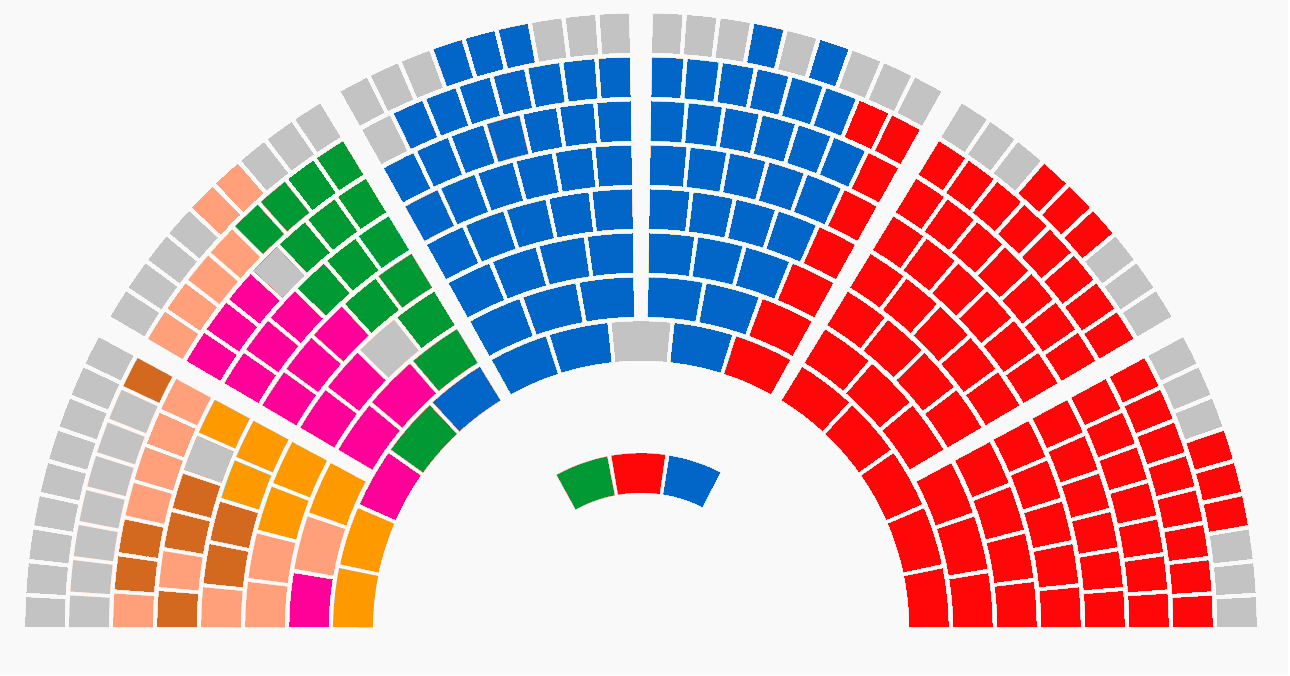
التوزيع حسب الكتل

|                                           | نداء تونس                     | 86  |  |
|                                           |                               |     |  |
|                                           | حركة النهضة                   | 69  |  |
|                                           |                               |     |  |
|                                           | الاتحاد الوطني الحر           | 16  |  |
|                                           |                               |     |  |
|                                           | الجبهة الشعبية                | 15  |  |
|                                           |                               |     |  |
|                                           | آفاق تونس                     | 8   |  |
|                                           |                               |     |  |
|                                           | الكتلة الديمقراطية الاجتماعية | 8   |  |
| المبادرة                                  | 3                             |     |  |
| الحزب الجمهوري                            | 1                             |     |  |
| التحالف الديمقراطي                        | 1                             |     |  |
| حركة الديمقراطيين الاشتراكيين             | 1                             |     |  |
| القائمة المستقلة «رد الاعتبار»            | 1                             |     |  |
| حزب صوت الفلاحين                          | 1                             |     |  |
|                                           |                               |     |  |
|                                           | بدون كتلة                     | 15  |  |
| المؤتمر من أجل الجمهورية                  | 4                             |     |  |
| حزب التيار الديمقراطي                     | 3                             |     |  |
| حركة الشعب                                | 3                             |     |  |
| تيار المحبة                               | 2                             |     |  |
| الجبهة الوطنية للانقاذ                    | 1                             |     |  |
| القائمة المستقلة «نداء التونسيين بالخارج» | 1                             |     |  |
| القائمة المستقلة «مجد الجريد»             | 1                             |     |  |
| الإجمالي                                  | الإجمالي                      | 217 |  |
| المصدر: isie.tn                           |                               |     |  |

### حاليا
|                                                    |                               |         |  |
| الكتلة/الأحزاب                                     | الكتلة/الأحزاب                | المقاعد |  |
|                                                    | حركة النهضة                   | 69      |  |
|                                                    |                               |         |  |
|                                                    | نداء تونس                     | 67      |  |
| نداء تونس                                          | 63                            |         |  |
| المبادرة                                           | 3                             |         |  |
| التحالف الديمقراطي                                 | 1                             |         |  |
|                                                    |                               |         |  |
|                                                    | الكتلة الحرة لحركة مشروع تونس | 23      |  |
|                                                    |                               |         |  |
|                                                    | الجبهة الشعبية                | 15      |  |
|                                                    |                               |         |  |
|                                                    | الكتلة الديمقراطية            | 12      |  |
| حراك تونس الإرادة (سابقا المؤتمر من أجل الجمهورية) | 4                             |         |  |
| حزب التيار الديمقراطي                              | 3                             |         |  |
| حركة الشعب                                         | 3                             |         |  |
| حركة الديمقراطيين الاجتماعيين                      | 1                             |         |  |
| القائمة المستقلة «رد الاعتبار»                     | 1                             |         |  |
|                                                    |                               |         |  |
|                                                    | الاتحاد الوطني الحر           | 11      |  |
|                                                    |                               |         |  |
|                                                    | آفاق تونس                     | 10      |  |
| آفاق تونس                                          | 8                             |         |  |
| الجبهة الوطنية للانقاذ                             | 1                             |         |  |
| القائمة المستقلة «نداء التونسيين بالخارج»          | 1                             |         |  |
|                                                    |                               |         |  |
|                                                    | بدون كتلة                     | 10      |  |
| نداء تونس                                          | 4                             |         |  |
| تيار المحبة                                        | 2                             |         |  |
| الحزب الجمهوري                                     | 1                             |         |  |
| الاتحاد الوطني الحر                                | 1                             |         |  |
| حزب صوت الفلاحين                                   | 1                             |         |  |
| القائمة المستقلة «مجد الجريد»                      | 1                             |         |  |
| الإجمالي                                           | الإجمالي                      | 217     |  |
| المصدر: majles.marsad.tn                           |                               |         |  |

## الأعضاء حسب الدائرة الانتخابية

### دائرة تونس الأولى الانتخابية
| الصورة | الحزب                 | الاسم                             |
| ------ | --------------------- | --------------------------------- |
|        | نداء تونس             | ليلى أولاد علي                    |
|        | نداء تونس             | عبد الناصر شويخ                   |
|        | نداء تونس             | ابتسام جبابلي                     |
|        | حركة النهضة           | علي العريض                        |
|        | حركة النهضة           | يمينة الزغلامي                    |
|        | حركة النهضة           | نذير بن عمو                       |
|        | الاتحاد الوطني الحر   | ألفة الجويني محسن حسن (2014-2016) |
|        | الجبهة الشعبية        | أحمد الصديق                       |
|        | حزب التيار الديمقراطي | سامية عبو                         |

### دائرة تونس الثانية الانتخابية
| الصورة | الحزب       | الاسم                                      |
| ------ | ----------- | ------------------------------------------ |
|        | نداء تونس   | هدى سليم سعيد العايدي (2014-2015)          |
|        | نداء تونس   | بشرى بلحاج حميدة                           |
|        | نداء تونس   | مصطفى بن أحمد                              |
|        | نداء تونس   | ليلى بوقطف                                 |
|        | نداء تونس   | الصحبي بن فرج                              |
|        | حركة النهضة | عبد الفتاح مورو                            |
|        | حركة النهضة | أروى بن عباس                               |
|        | آفاق تونس   | هاجر بن الشيخ أحمد رياض المؤخر (2014-2016) |

### دائرة أريانة الانتخابية
| الصورة | الحزب               | الاسم            |
| ------ | ------------------- | ---------------- |
|        | نداء تونس           | عبد العزيز القطي |
|        | نداء تونس           | ليلى الحمروني    |
|        | نداء تونس           | حسن العمري       |
|        | نداء تونس           | صبرين قوبنطيني   |
|        | حركة النهضة         | الصحبي عتيق      |
|        | حركة النهضة         | جميلة دبش        |
|        | الاتحاد الوطني الحر | يوسف الجويني     |
|        | آفاق تونس           | كريم الهلالي     |

### دائرة منوبة الانتخابية
| الصورة | الحزب               | الاسم               |
| ------ | ------------------- | ------------------- |
|        | نداء تونس           | المنذر بلحاج علي    |
|        | نداء تونس           | هدى تقية            |
|        | نداء تونس           | محمد نجيب ترجمان    |
|        | حركة النهضة         | عماد الخميري        |
|        | حركة النهضة         | لطيفة الحباشي       |
|        | الاتحاد الوطني الحر | فوزية بن فضة الشعار |
|        | الجبهة الشعبية      | نزار عمامي          |

### دائرة بن عروس الانتخابية
| الصورة | الحزب                 | الاسم                                |
| ------ | --------------------- | ------------------------------------ |
|        | نداء تونس             | الطاهر بطيخ لزهر العكرمي (2014-2015) |
|        | نداء تونس             | وفاء مخلوف                           |
|        | نداء تونس             | محمد الطرودي                         |
|        | نداء تونس             | ألفة السكري                          |
|        | حركة النهضة           | نور الدين البحيري                    |
|        | حركة النهضة           | هالة الحامي                          |
|        | حركة النهضة           | محمد محجوب                           |
|        | الاتحاد الوطني الحر   | توفيق الجملي                         |
|        | الجبهة الشعبية        | زياد الأخضر                          |
|        | حزب التيار الديمقراطي | غازي الشواشي                         |

### دائرة بنزرت الانتخابية
| الصورة | الحزب               | الاسم                                     |
| ------ | ------------------- | ----------------------------------------- |
|        | نداء تونس           | علي بن سالم                               |
|        | نداء تونس           | توفيق والي حياة كبير (2014-2015)          |
|        | نداء تونس           | إبراهيم ناصف                              |
|        | نداء تونس           | ابتهاج بن هلال                            |
|        | حركة النهضة         | البشير اللزام                             |
|        | حركة النهضة         | آمنة بن حميد                              |
|        | حركة النهضة         | سمير ديلو                                 |
|        | الاتحاد الوطني الحر | علي بالاخوة                               |
|        | التحالف الديمقراطي  | لمياء الدريدي المهدي بن غربية (2014-2016) |

### دائرة نابل الأولى الانتخابية
| الصورة | الحزب       | الاسم                                       |
| ------ | ----------- | ------------------------------------------- |
|        | نداء تونس   | لمياء الغربي سلمى اللومي الرقيق (2014-2015) |
|        | نداء تونس   | حسام بونني                                  |
|        | نداء تونس   | نادية زنقر                                  |
|        | نداء تونس   | شكيب باني                                   |
|        | حركة النهضة | محمد سيدهم                                  |
|        | حركة النهضة | معز بلحاج رحومة بثينة بن يغلان (2014-2015)  |
|        | آفاق تونس   | ليليا يونس نعمان الفهري (2014-2015)         |

### دائرة نابل الثانية الانتخابية
| الصورة | الحزب               | الاسم                 |
| ------ | ------------------- | --------------------- |
|        | نداء تونس           | خميس قسيلة            |
|        | نداء تونس           | مريم بوجبل            |
|        | نداء تونس           | وليد الجلاد           |
|        | حركة النهضة         | محرزية العبيدي        |
|        | الاتحاد الوطني الحر | عبد القادر بنضيف الله |
|        | الجبهة الشعبية      | فتحي شامخي            |

### دائرة زغوان الانتخابية
| الصورة | الحزب               | الاسم          |
| ------ | ------------------- | -------------- |
|        | نداء تونس           | محمد رمزي خميس |
|        | نداء تونس           | ليلى الزحاف    |
|        | حركة النهضة         | محمد بن سالم   |
|        | الاتحاد الوطني الحر | رضا الزغندي    |
|        | حزب المبادرة        | الناصر الشنوفي |

### دائرة باجة الانتخابية
| الصورة | الحزب               | الاسم              |
| ------ | ------------------- | ------------------ |
|        | نداء تونس           | منير الحمدي        |
|        | نداء تونس           | نجلاء سعداوي       |
|        | نداء تونس           | عصام الماطوسي      |
|        | حركة النهضة         | سامي الفطناسي      |
|        | الاتحاد الوطني الحر | نور الدين بن عاشور |
|        | حركة الشعب          | رضا دلاعي          |

### دائرة الكاف الانتخابية
| الصورة | الحزب               | الاسم            |
| ------ | ------------------- | ---------------- |
|        | نداء تونس           | عبادة الكافي     |
|        | نداء تونس           | الخنساء بن حراث  |
|        | نداء تونس           | المنجي الحرباوي  |
|        | حركة النهضة         | عبد اللطيف المكي |
|        | الاتحاد الوطني الحر | كمال هراغي       |
|        | الجبهة الشعبية      | مراد حمايدي      |

### دائرة سليانة الانتخابية
| الصورة | الحزب               | الاسم                                   |
| ------ | ------------------- | --------------------------------------- |
|        | نداء تونس           | صلاح البرقاوي                           |
|        | نداء تونس           | سناء الصالحي                            |
|        | حركة النهضة         | زهير الرجبي                             |
|        | الاتحاد الوطني الحر | نور الدين المرابطي                      |
|        | الجبهة الشعبية      | الجيلاني الهمامي                        |
|        | الحزب الجمهوري      | فاتن الوسلاتي إياد الدهماني (2014-2016) |

### دائرة جندوبة الانتخابية
| الصورة | الحزب               | الاسم         |
| ------ | ------------------- | ------------- |
|        | نداء تونس           | بلقاسم دخيلي  |
|        | نداء تونس           | جيهان العويشي |
|        | نداء تونس           | شاكر العيادي  |
|        | حركة النهضة         | أحمد المشرقي  |
|        | حركة النهضة         | سناء مرسني    |
|        | الاتحاد الوطني الحر | درة اليعقوبي  |
|        | الجبهة الشعبية      | المنجي الرحوي |
|        | حزب صوت الفلاحين    | فيصل تبيني    |

### دائرة القيروان الانتخابية
| الصورة | الحزب               | الاسم             |
| ------ | ------------------- | ----------------- |
|        | نداء تونس           | سهيل العلويني     |
|        | نداء تونس           | أنس الحطاب        |
|        | نداء تونس           | محمد الناصر جبيرة |
|        | حركة النهضة         | محمود قويعة       |
|        | حركة النهضة         | فريدة العبيدي     |
|        | حركة النهضة         | الهادي صولة       |
|        | الاتحاد الوطني الحر | طارق فتيتي        |
|        | الجبهة الشعبية      | طارق براق         |
|        | تيار المحبة         | ريم الثايري       |

### دائرة سوسة الانتخابية
| الصورة | الحزب        | الاسم                              |
| ------ | ------------ | ---------------------------------- |
|        | نداء تونس    | رضا شرف الدين                      |
|        | نداء تونس    | زهرة إدريس                         |
|        | نداء تونس    | نورة العامري حمدي قزقز (2014-2015) |
|        | نداء تونس    | نوال طياش                          |
|        | نداء تونس    | فيصل خليفة                         |
|        | حركة النهضة  | وفاء عطية زياد العذاري (2014-2015) |
|        | حركة النهضة  | منية ابراهيم                       |
|        | حركة النهضة  | العجمي الوريمي                     |
|        | آفاق تونس    | حافظ الزواري                       |
|        | حزب المبادرة | أحمد السعيدي                       |

### دائرة المنستير الانتخابية
| الصورة | الحزب          | الاسم             |
| ------ | -------------- | ----------------- |
|        | نداء تونس      | محمد جلال غديرة   |
|        | نداء تونس      | هالة عمران        |
|        | نداء تونس      | محمد سعيدان       |
|        | نداء تونس      | سماح بوحوال       |
|        | نداء تونس      | لطفي النابلي      |
|        | حركة النهضة    | محمد كمال بسباس   |
|        | حركة النهضة    | شهيدة فرج بوراوي  |
|        | الجبهة الشعبية | عبد المؤمن بلعانس |
|        | آفاق تونس      | علي بنور          |

### دائرة المهدية الانتخابية
| الصورة | الحزب          | الاسم                               |
| ------ | -------------- | ----------------------------------- |
|        | نداء تونس      | محمد الناصر                         |
|        | نداء تونس      | سعاد الزوالي                        |
|        | نداء تونس      | عماد أولاد جبريل                    |
|        | نداء تونس      | رابحة بن حسين                       |
|        | حركة النهضة    | الهادي بن ابراهم                    |
|        | حركة النهضة    | ليلى الوسلاتي                       |
|        | الجبهة الشعبية | هيكل بلقاسم                         |
|        | آفاق تونس      | ريم محجوب ياسين إبراهيم (2014-2015) |

### دائرة القصرين الانتخابية
| الصورة | الحزب                    | الاسم              |
| ------ | ------------------------ | ------------------ |
|        | نداء تونس                | محمد كمال حمزاوي   |
|        | نداء تونس                | إكرام مولاهي       |
|        | نداء تونس                | محمد الراشدي بوقرة |
|        | حركة النهضة              | وليد البناني       |
|        | حركة النهضة              | صافية خلفي         |
|        | الاتحاد الوطني الحر      | محمود قاهري        |
|        | الجبهة الشعبية           | أيمن علوي          |
|        | المؤتمر من أجل الجمهورية | مبروك الحريزي      |

### دائرة سيدي بوزيد الانتخابية
| الصورة | الحزب                         | الاسم                                    |
| ------ | ----------------------------- | ---------------------------------------- |
|        | نداء تونس                     | سالم حامدي                               |
|        | نداء تونس                     | عبير عبدلي                               |
|        | حركة النهضة                   | نوفل الجمالي                             |
|        | حركة النهضة                   | حياة عمري                                |
|        | الجبهة الشعبية                | مباركة عوائنية                           |
|        | تيار المحبة                   | محمد الحامدي                             |
|        | الجبهة الوطنية للإنقاذ        | نزهة بياوي التوهامي العبدولي (2014-2015) |
|        | حركة الديمقراطيين الاشتراكيين | أحمد الخصخوصي                            |

### دائرة قفصة الانتخابية
| الصورة | الحزب                        | الاسم           |
| ------ | ---------------------------- | --------------- |
|        | نداء تونس                    | سفيان طوبال     |
|        | نداء تونس                    | أسماء بو الهناء |
|        | حركة النهضة                  | محسن السوداني   |
|        | حركة النهضة                  | زينب براهمي     |
|        | الجبهة الشعبية               | عمار عمروسية    |
|        | حزب المبادرة                 | لطفي علي        |
|        | القائمة المستقلة رد الإعتبار | عدنان الحاجي    |

### دائرة توزر الانتخابية
| الصورة | الحزب                       | الاسم               |
| ------ | --------------------------- | ------------------- |
|        | نداء تونس                   | عبد الرؤوف الشريف   |
|        | حركة النهضة                 | محمد الأخضر العجيلي |
|        | الاتحاد الوطني الحر         | عبد الرؤوف الشابي   |
|        | القائمة المستقلة مجد الجريد | عبد الرزاق شريط     |

### دائرة صفاقس الأولى الانتخابية
| الصورة | الحزب                 | الاسم            |
| ------ | --------------------- | ---------------- |
|        | حركة النهضة           | فتحي العيادي     |
|        | حركة النهضة           | سلاف القسنطيني   |
|        | حركة النهضة           | سليم بسباس       |
|        | نداء تونس             | محمد الهادي قديش |
|        | نداء تونس             | سماح دمق         |
|        | الجبهة الشعبية        | شفيق العيادي     |
|        | حزب التيار الديمقراطي | نعمان العش       |

### دائرة صفاقس الثانية الانتخابية
| الصورة | الحزب          | الاسم                |
| ------ | -------------- | -------------------- |
|        | نداء تونس      | المنصف السلامي       |
|        | نداء تونس      | هاجر العروسي         |
|        | نداء تونس      | اسماعيل بن محمود     |
|        | نداء تونس      | فاطمة المسدي         |
|        | حركة النهضة    | محمد الفريخة         |
|        | حركة النهضة    | كلثوم بدر الدين      |
|        | حركة النهضة    | بدر الدين عبد الكافي |
|        | الجبهة الشعبية | سعاد البيولي         |
|        | آفاق تونس      | محمد أنور العذار     |

### دائرة قابس الانتخابية
| الصورة | الحزب                    | الاسم             |
| ------ | ------------------------ | ----------------- |
|        | حركة النهضة              | محمد زريق         |
|        | حركة النهضة              | أمل سويد          |
|        | حركة النهضة              | الحبيب خضر        |
|        | حركة النهضة              | راضية التومي      |
|        | نداء تونس                | حسونة ناصفي       |
|        | الاتحاد الوطني الحر      | محمد الأمين كحلول |
|        | المؤتمر من أجل الجمهورية | صبري الدخيل       |

### دائرة مدنين الانتخابية
| الصورة | الحزب                    | الاسم         |
| ------ | ------------------------ | ------------- |
|        | حركة النهضة              | عامر العريض   |
|        | حركة النهضة              | بسمة الجبالي  |
|        | حركة النهضة              | أحمد العماري  |
|        | حركة النهضة              | هاجر بوزمي    |
|        | حركة النهضة              | لخضر بالهوشات |
|        | نداء تونس                | البشير بن عمر |
|        | الاتحاد الوطني الحر      | الطاهر فضيل   |
|        | المؤتمر من أجل الجمهورية | عماد الدايمي  |
|        | حركة الشعب               | سالم الأبيض   |

### دائرة تطاوين الانتخابية
| الصورة | الحزب       | الاسم          |
| ------ | ----------- | -------------- |
|        | حركة النهضة | البشير الخليفي |
|        | حركة النهضة | جميلة الجويني  |
|        | حركة النهضة | حسين اليحياوي  |
|        | نداء تونس   | الطيب المدني   |

### دائرة قبلي الانتخابية
| الصورة | الحزب                    | الاسم                |
| ------ | ------------------------ | -------------------- |
|        | حركة النهضة              | محمد علي البدوي      |
|        | حركة النهضة              | محبوبة بن ضيف الله   |
|        | نداء تونس                | محمد الفاضل بن عمران |
|        | المؤتمر من أجل الجمهورية | إبراهيم بن سعيد      |
|        | حركة الشعب               | زهير المغزاوي        |

### الدوائر الانتخابية للتونسيين في الخارج
| الصورة | الدائرة                                | الحزب                                     | الاسم                                                        |
| ------ | -------------------------------------- | ----------------------------------------- | ------------------------------------------------------------ |
|        | فرنسا الأولى                           | حركة النهضة                               | كريمة التقاز (منذ 2016) سيدة الونيسي (2014-2016)             |
|        | فرنسا الأولى                           | حركة النهضة                               | حسين الجزيري                                                 |
|        | فرنسا الأولى                           | نداء تونس                                 | مروان فلفال (منذ 2016) خالد شوكات (2014-2016)                |
|        | فرنسا الأولى                           | نداء تونس                                 | خولة بن عائشة                                                |
|        | فرنسا الأولى                           | آفاق تونس                                 | محمد غنام                                                    |
|        | فرنسا الثانية                          | حركة النهضة                               | ناجي الجمل                                                   |
|        | فرنسا الثانية                          | حركة النهضة                               | دليلة الببة                                                  |
|        | فرنسا الثانية                          | نداء تونس                                 | كمال ذوادي                                                   |
|        | فرنسا الثانية                          | نداء تونس                                 | ناجية بن عبد الحفيظ                                          |
|        | فرنسا الثانية                          | القائمة المستقلة «نداء التونسيين بالخارج» | رياض جعيدان                                                  |
|        | إيطاليا                                | حركة النهضة                               | إيمان بن محمد                                                |
|        | إيطاليا                                | حركة النهضة                               | أسامة الصغير                                                 |
|        | إيطاليا                                | نداء تونس                                 | محمد بنصوف                                                   |
|        | ألمانيا                                | القائمة المستقلة «أمل» نداء تونس          | ياسين العياري (منذ 2018) حاتم شهر الدين الفرجاني (2014-2017) |
|        | القارة الأمريكية وبقية الدول الأوروبية | حركة النهضة                               | رمزي بن فرج                                                  |
|        | القارة الأمريكية وبقية الدول الأوروبية | نداء تونس                                 | لمياء المليح                                                 |
|        | الدول العربية وبقية دول العالم         | حركة النهضة                               | ماهر المذيوب                                                 |
|        | الدول العربية وبقية دول العالم         | نداء تونس                                 | عبد الرؤوف الماي                                             |

## مقالات ذات صلة
- مجلس نواب الشعب (تونس)
- الانتخابات التشريعية التونسية 2014

## روابط خارجية
- الموقع الرسمي لمجلس نواب الشعب نسخة محفوظة 11 يوليو 2021 على موقع واي باك مشين.
- الموقع الرسمي للهيئة العليا المستقلة للانتخابات